# Джейкобсон, Ван
Ван Якобсон (англ. Van Jacobson) — специалист в области информатики, один из основных разработчиков стека протоколов TCP/IP, ставших технологической базой сегодняшней сети Интернет. Получил известность как исследователь вопросов производительности и масштабирования сетей.

## Биография
В 2000-е годы возглавлял отдел исследований в Cisco Systems и группу в области исследований сетей (англ. Network research group) в Национальной лаборатории им. Лоуренса в Беркли. С августа 2006 работает в PARC в качестве исследователя, а также возглавляет отдел исследований в компании Packet Design в соседствующем с Xerox комплексе.

## Работы
Труды Якобсона по перепроектированию алгоритмов контроля потоков в TCP/IP, в частности создание алгоритма, получившего известность как алгоритм Якобсона, помогли сети Интернет избежать коллапса при значительном росте трафика в 1988—1989 годы. Также известен благодаря созданию протоколу сжатия заголовков (TCP/IP Header Compression protocol), описанному в RFC 1144, который главным образом был нацелен на улучшение производительности на низкоскоростных соединениях, техника, применённая в протоколе стала известна как метод сжатия заголовков TCP/IP Якобсона. Кроме того, он стал одним из соавторов нескольких широко используемых инструментов для диагностики сетей, как например, traceroute, pathchar и tcpdump.
В январе 2006 года на конференции Linux.conf.au Якобсон представил новую идею об улучшении производительности сетей, которая стала упоминаться как сетевые каналы (англ. network channels).

## Награды
В 2001 году получил награду SIGCOMM Award от Ассоциации вычислительной техники, в 2003 году — награду Премию в области компьютеров и коммуникаций имени Кодзи Кобаяси от Института инженеров электротехники и электроники, а также был избран в Национальную инженерную академию в 2006 году.